# Impostacja głosu
Impostacja głosu (z wł. l’impostazione della voce), ustawienie głosu – prawidłowe ustawienie aparatu głosowego w nauce i praktyce śpiewu. Impostacja głosu polega na właściwej koordynacji czynności krtani (a dokładniej więzadeł głosowych), rezonatorów głosowych i układu oddechowego.
W metodycznej nauce śpiewu impostacją nazywa się również sam proces usprawniania funkcji narządów uczestniczących w emisji głosu rozumianych jako suma środków, za pomocą których można uzyskać optymalne funkcjonowanie organów uczestniczących w emisji głosu (opanowanie prawidłowego oddechu, równomierny rozwój poszczególnych grup mięśniowych itp.). Z uwagi na to impostacja głosu jest jednym z podstawowych przedmiotów nauczania na studiach aktorskich oraz wokalnych. Celem impostacji jest:
- opanowanie techniki oddychania i umiejętne wykorzystywanie rezonatorów piersiowych
- wykształcenie nośnego, dynamicznego głosu (zdolnego do zmiany barw, brzmień, dynamiki) w mowie i śpiewie, dającego możliwość wyrażania różnych intencji, emocji, zdolnego działać w każdych warunkach i przestrzeni
- rozszerzenie skali głosowej, zwiększenie siły głosu, wykształcenie jego barwy[2]
- opanowanie świadomej kontroli brzmienia głosu[7]
- kształtowanie kontroli kinetyczno-czuciowo-słuchowej procesu głosotwórczego[5]

Zajęcia z impostacji wskazane są dla wielu grup zawodowych, dla których głos jest narzędziem pracy m.in. nauczycieli (zwłaszcza muzyki, śpiewu), duchownych, zawodowych mówców (konferencyjnych, szkoleniowych, komentatorów sportowych), polityków (umiejętność autoprezentacji) czy handlowców.